# Fosforoxitriklorid
Fosforoxitriklorid (POCl3) är en kemisk förening av fosfor, syre och klor.

## Egenskaper
Det är ett aggressivt och starkt frätande ämne, som fräter sönder det mesta det kommer i kontakt med. Man måste ha ett speciellt tillstånd för att hantera ämnet, eftersom man kan tillverka stridsgas av det. I fuktig luft hydrolyseras fosforoxitriklorid och bildar fosforsyra och saltsyra.
P=O bindningen är en mycket stark dubbelbindning med en energi på 533,5 kJ/mol.

## Framställning
Fosforoxitriklorid kan framställas genom att oxidera fosfortriklorid (PCl3) med syrgas (luft är ineffektivt).
{\displaystyle {\rm {2\ PCl_{3}+O_{2}\rightarrow 2\ POCl_{3}}}}
Ett alternativt sätt är att reagera fosforpentaklorid (PCl5) med fosforpentoxid (P4O10).
{\displaystyle {\rm {6\ PCl_{5}+P_{4}O_{10}\rightarrow 10\ POCl_{3}}}}
Eftersom båda ämnena är fasta brukar man i stället för fosforpentaklorid använda en lösning av fosforpentoxid i fosfortriklorid. När klorgas bubblas genom lösningen bildas fosforpentaklorid som sedan reagerar med fosforpentoxiden.
{\displaystyle {\rm {6\ PCl_{3}+6\ Cl_{2}+P_{4}O_{10}\rightarrow 6\ PCl_{5}+P_{4}O_{10}\rightarrow 10\ POCl_{3}}}}

## Användning
Ämnet har stor användning in organisk syntes. Den reagerar med alkoholer under bildning av organiska fosforsyraestrar. Den kan även användas för dehydrogenering av exempelvis primära amider, varvid nitriler erhålls.